# Trichopterigia costipunctaria
Trichopterigia costipunctaria là một loài bướm đêm trong họ Geometridae.